# Andrea Brustolon

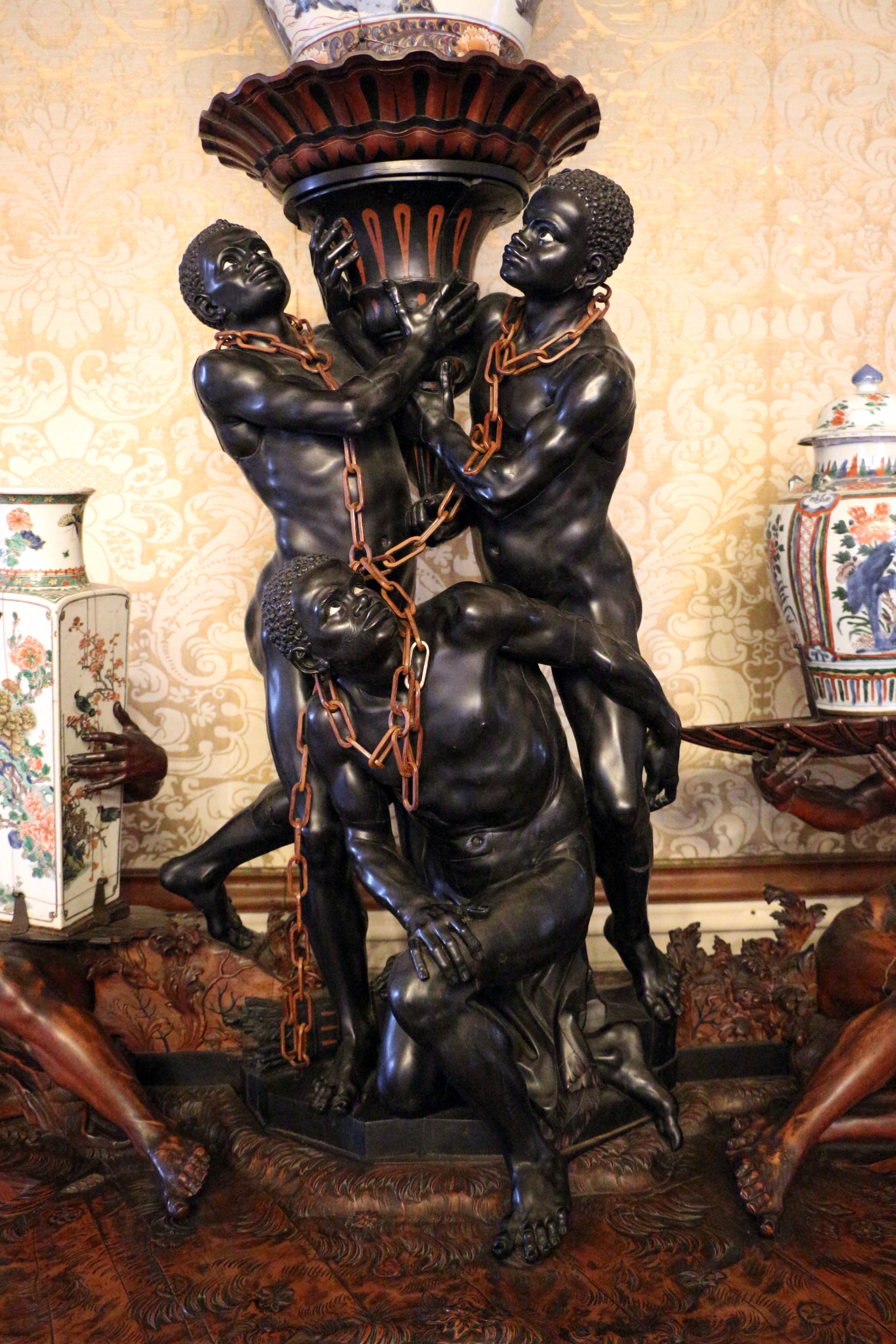
Consolle, Ca’ Rezzonico, Venice.

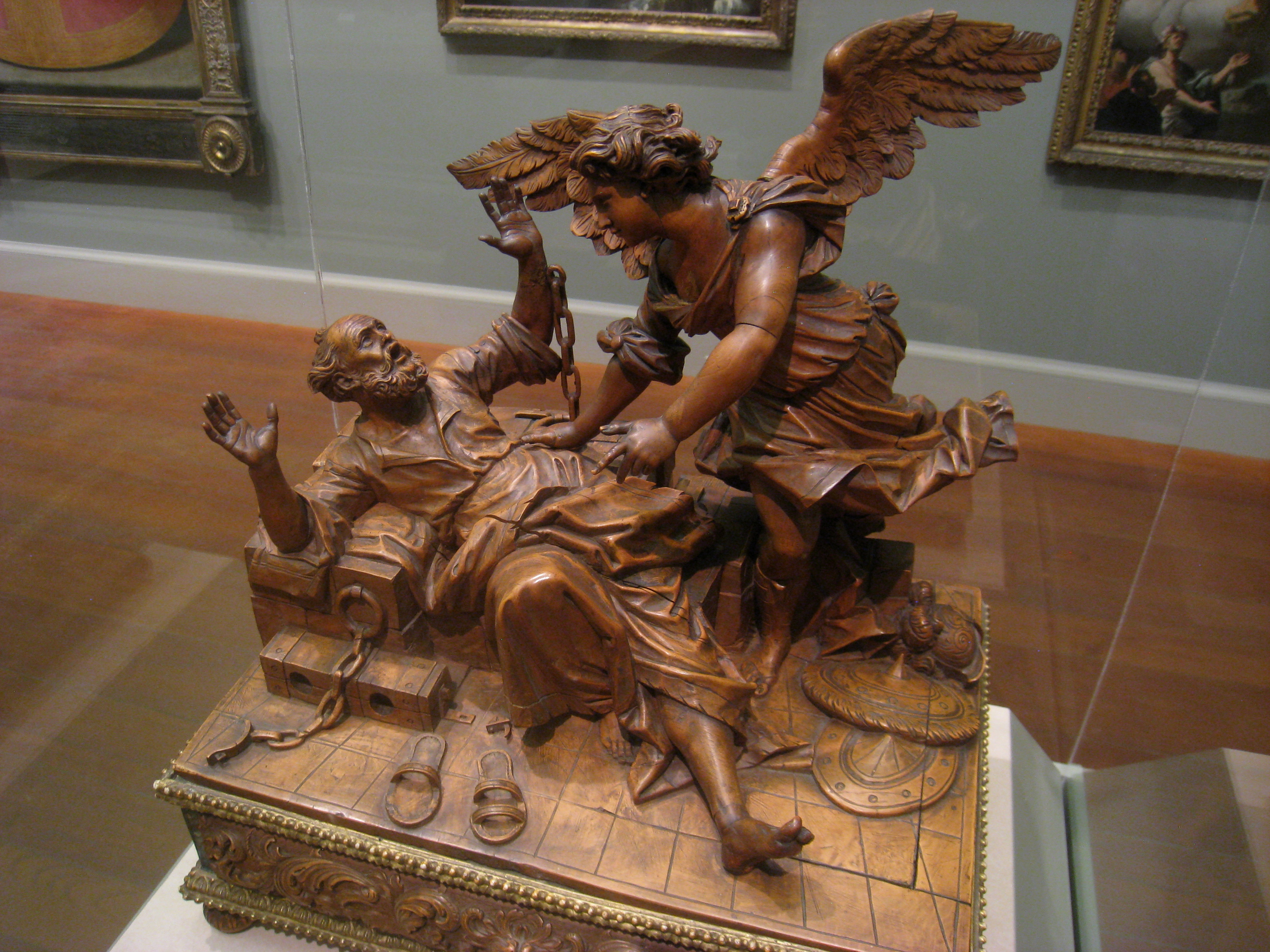
Szent Péter és az angyal (Worcester Art Museum, Massachusetts, Usa)

Andrea Brustolon (Belluno, 1662. július 20. – Velence, 1732. október 25.) olasz szobrász és fafaragó a velencei barokk nagy alakja.

## Élete
Andrea Brustolon Bellunóban született. 1677-ben Velencébe ment, majd Rómába költözött, ahol Bernini műveit tanulmányozta. Ezután visszatért Velencébe, ahol fából készült bútorok, szobrok készítésével foglalkozott: ekkor nemes mecénások segítették munkáját, mint például Correr, Pisani és különösen Pietro Venier. Az egyház részére készített faszobrokat, gyakran aranyozva. Ezek közül több megtalálható ma is a templomokban (Santa Maria Gloriosa dei Frari, Pietà, Fava).
1711-ben Andrea Brustolon két aranyozott fa angyal szobrot készített a Santa Maria Gloriosa dei Frari bazilika részére, amelyek mint lámpatartók a grandiózus ereklyetartók máig megmaradtak a templom sekrestyéjében. Ezek a két méter magas szobrok sajnos nincsenek jó állapotban (az angyalok ujjainak nagy része meg van csonkítva és a szobor aranyozása is idővel megfeketedett).
Körülbelül 1720-ban tért vissza Bellunóba, ahol saját műhelyt hozott létre. Ebben az időszakban főleg vallási témákat (oltárok), készített a tartomány a nagy vallási helyein: Belluno, Feltre, Zoldo-völgy, Comelico, Alpago, Agordino.
1732. október 12-én Velencében érte a halál. Bellunóban temették el, a San Pietro-templomban.
Andrea Brustolon egyik legszebb, 1727 körül készült művét a Ca’ Rezzonico múzeum őrzi Velencében. E mű témáját a görög mitológia ihlette, és Zeusz fia, aki, miután megölték és a Tartaroszra lépett, szankció kiszabására került sor: máját a kígyók és keselyűk falták fel. Egy kecses talapzaton álló 2,40 m magas szobor egy hétfejű szörnyeteggel.